# Helminthosporium
Helminthosporium — рід аскомікотових грибів (Ascomycota), інколи відносяться до ряду Pleosporales.
Існують у вигляді безстатевих анаморф та викликають плямистість листя (гельмінтоспоріоз), особливо у зернових (кукурудза, овес) у вологих районах, в результаті чого листя стає сіруватим або бурим та утворює еліптичні плями.